# Fattore di controllo
Fattore di controllo (Control Factor) è un film per la televisione del 2003, diretto da Nelson McCormick, di genere fantascientifico.

## Trama
Un venditore di assicurazioni Lance Bishop sente una voce nella sua testa che lo esorta a uccidere sua moglie. Scopre di essere il bersaglio inconsapevole di un'operazione ultra segreta del governo incentrata sul controllo mentale.